# Phare d'Hoy Sound Low
Le phare d'Hoy Sound Low (en gaélique écossais : Na h-Eileanan Flannach) est un phare situé sur l'île de Graemsay, dans la baie de Scapa Flow des îles de l'archipel des Orcades au nord des Highlands en Écosse.
Ce phare est géré par le Northern Lighthouse Board (NLB) à Édimbourg,l'organisation de l'aide maritime des côtes de l'Écosse.

## Le phare

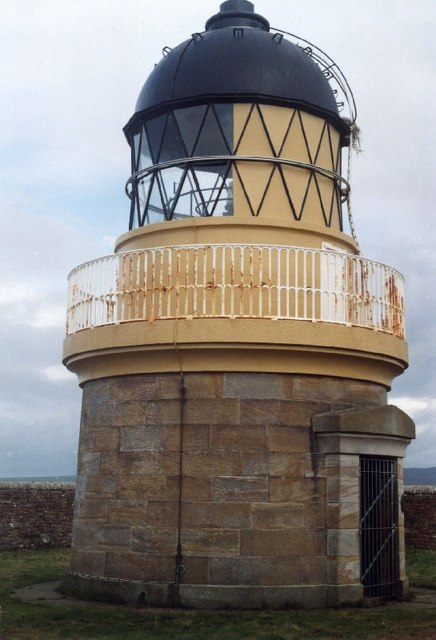
Hoy Sound Low

Deux phares sont présents sur lîle de Graemsay : Hoy Sound Low et Hoy Sound High. Ils sont situés aux extrémités du côté nord de l'île. Les deux phares ont été construits en 1851 par l'ingénieur Alan Stevenson.
Le phare de Hoy Sound Low est une petite tour cylindrique en pierre de 12 m de haut, avec une galerie ocre et une lanterne noire. La maison des gardiens en pierre d'un seul étage est entourée d'un mur d'enceinte. Erigé au point nord de l'île, à 2 km environ de l'autre phare, il est proche des anciennes fortifications de la seconde guerre mondiale.
A 15 m au-dessus du niveau de la mer, il émet une lumière isophase blanche toutes les 3 secondes. Il dirige les bateaux du Hoy Sound (en) vers l'océan atlantique. L'île est accessible par le ferry de Stromness. La maison des gardiens est maintenant une résidence privée.
Identifiant : ARLHS : SCO-174 - Amirauté : A3644 - NGA : 3196.

### Lien connexe
- Liste des phares en Écosse